# Carpoxilins
Carpoxylinae, és una subtribu de palmeres
Consta dels següents gèneres:

## Gèneres
- Carpoxylon H. Wendl. & Drude
- Neoveitchia Becc.
- Satakentia H. E. Moore